# 御夫座22
御夫座22，又名BD+28 788，HD 35076、SAO 77139、HR 1768，是御夫座的一颗恒星，视星等为6.46，位于銀經177.36，銀緯-4.09，其B1900.0坐标为赤經5h 17m 2.8s，赤緯+28° -4.09′ 29″。